# Tomaspis livida
Tomaspis livida är en insektsart som beskrevs av Jacobi 1908. Tomaspis livida ingår i släktet Tomaspis och familjen spottstritar. Inga underarter finns listade i Catalogue of Life.